# Censimento degli Stati Uniti d'America

L'Ufficio del censimento degli Stati Uniti d'America fa parte del Dipartimento del Commercio degli Stati Uniti d'America

Il Censimento degli Stati Uniti d'America è un censimento decennale stabilito dall'articolo I, sezione 2 della Costituzione degli Stati Uniti d'America che afferma:
()
L'Ufficio del censimento degli Stati Uniti d'America (ufficialmente Bureau of the Census, come definito nel Titolo 13 U.S.C. § 11) è responsabile del censimento degli Stati Uniti.
Il primo censimento dopo la Guerra d'indipendenza americana è stato fatto nel 1790, sotto il Segretario di Stato Thomas Jefferson; da quel momento in poi ne sono stati fatti altri 22. L'ultimo censimento svolto è quello del 2020 e gran parte di esso è stato condotto utilizzando Internet. Per anni, durante i censimenti decennali, l'Ufficio del censimento degli Stati Uniti d'America effettua delle stime utilizzando indagini e modelli statistici, in particolare, l'American Community Survey.
Il Titolo 13 del Codice degli Stati Uniti controlla come viene condotto il censimento e come vengono gestiti i suoi dati. L'informazione è riservata come da 13 U.S.C. § 9. Rifiutarsi o non rispondere al censimento è punibile con multe di $100, un agente immobiliare o di lavoro che non fornisce i nomi corretti per il censimento è punibile con multe di $500, ed un agente di affari che fornisce risposte false per il censimento è punibile con multe di $10.000, ai sensi de U.S.C. § 221 - 224.
Il censimento degli Stati Uniti è un censimento della popolazione, e si distingue dal censimento statunitense dell'agricoltura che non è di competenza dell'ufficio del censimento. Si distingue anche da censimenti locali condotti e da alcuni Stati federati o da giurisdizioni locali.

## Procedure

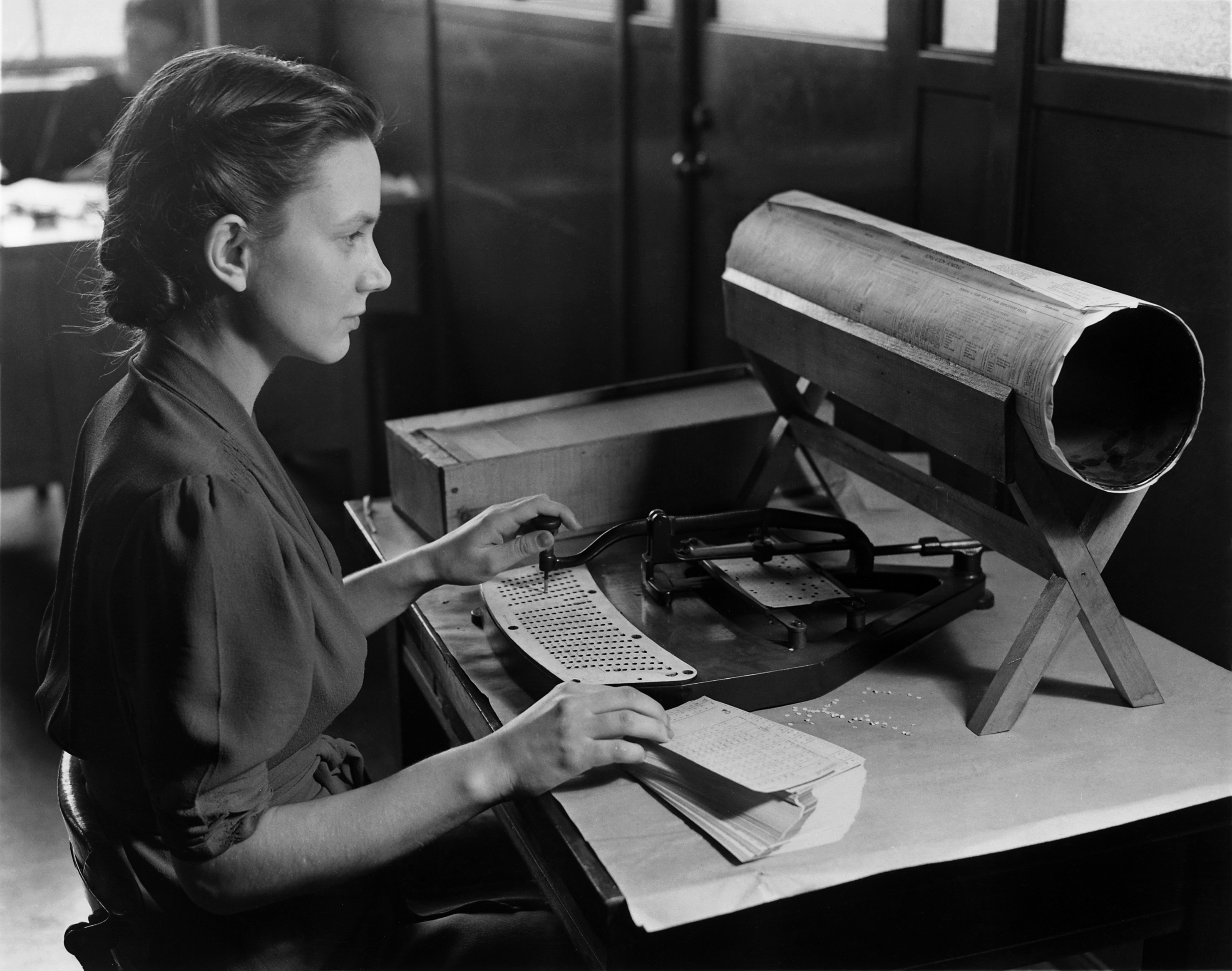
Trascrizione dei dati del censimento utilizzando una macchina tabulatrice, circa 1940

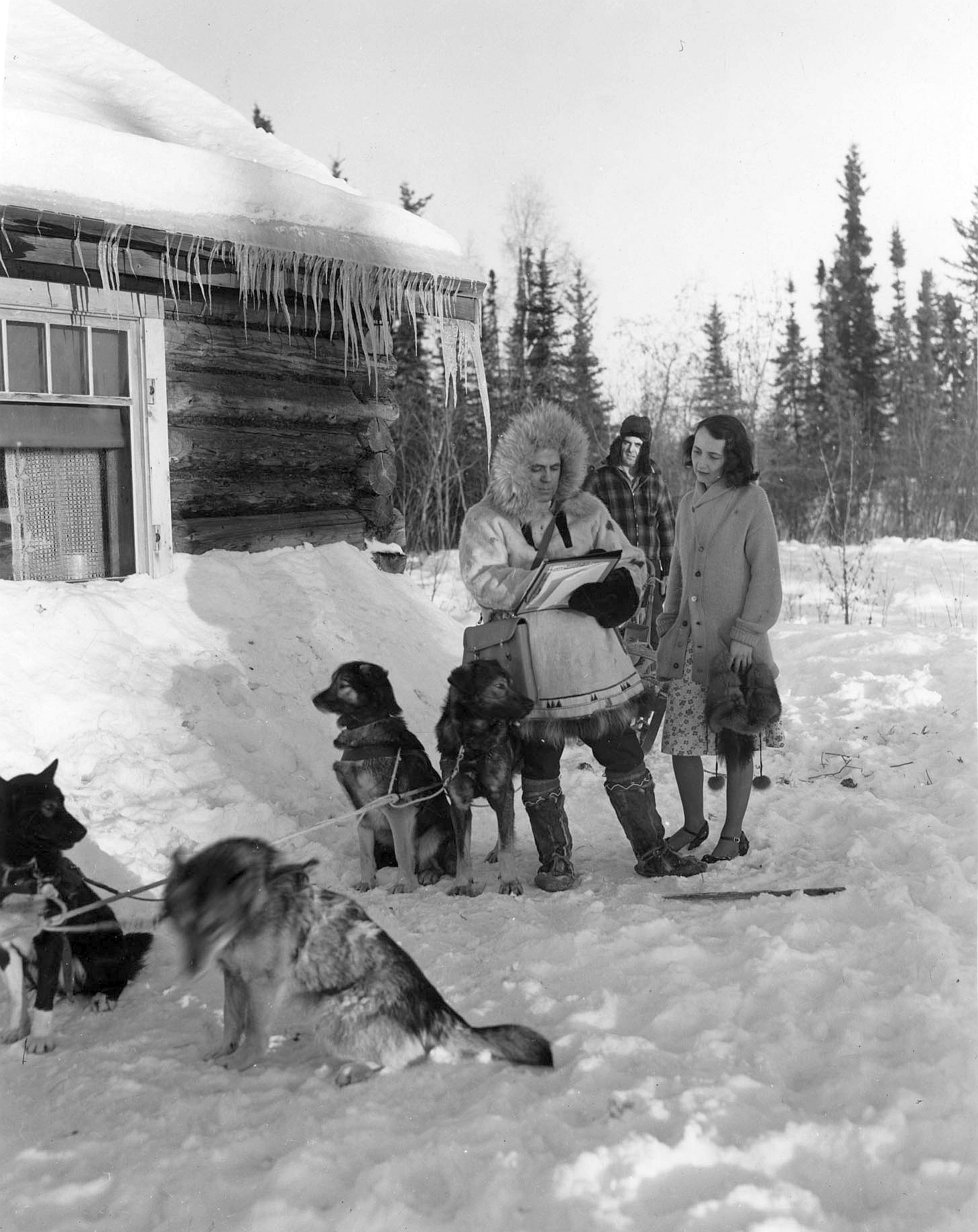
Questa foto pubblicitaria del censimento del 1940 mostra un censitore a Fairbanks, in Alaska. Il conduttore dei cani rimane fuori portata d'orecchio per mantenere la riservatezza

Il censimento decennale degli Stati Uniti si basa sul conteggio effettivo delle persone che abitano in strutture residenziali degli Stati Uniti. Essi comprendono i cittadini, residenti legali non cittadini, i visitatori non cittadini che vi risiedono e clandestini. L'Ufficio del censimento basa la sua decisione su chi contare sul concetto di residenza abituale. La residenza abituale è un principio stabilito dalla legge del censimento del 1790, ed è definito come il luogo in cui una persona vive e dorme la maggior parte del tempo. L'ufficio del censimento utilizza procedure speciali per assicurare che coloro i quali sono senza custodia convenzionale vengano contati; Tuttavia, i dati di queste operazioni non vengono considerati accurati come i dati ottenuti dalle procedure tradizionali.
Il censimento utilizza anche l'imputazione per assegnare i dati alle unità abitative dove lo stato di occupazione è sconosciuto. Questa pratica ha effetti in molti settori, ma viene considerata controversa. Tuttavia, la pratica era governata costituzionalmente dalla Corte suprema degli Stati Uniti d'America in Utah v. Evans.
I cittadini statunitensi che vivono all'estero sono specificamente esclusi dato che possono essere conteggiati nel censimento anche se possono votare. Solo gli americani residenti all'estero che sono "dipendenti federali (militari e civili) insieme ai loro familiari a carico che vivono all'estero con loro" sono contati. "I cittadini statunitensi privi di residenza all'estero che non sono affiliati con il governo federale (sia come dipendenti o persone a loro carico) non saranno inclusi nei conti esteri. Questi conteggi d'oltremare vengono utilizzati esclusivamente per la ripartizione dei seggi alla Camera dei Rappresentanti degli Stati Uniti d'America."
Negli ultimi censimenti degli Stati Uniti, la giornata dedicata al censimento è stata il 1º aprile. Tuttavia, in precedenza avveniva nel mese di agosto, secondo le istruzioni date all'United States Marshals Service: "Tutte le domande si riferiscono al giorno in cui avviene l'enumerazione, il primo Lunedì nel mese di agosto. I suoi assistenti potranno in tal modo capire che sono da inserire nelle loro dichiarazioni tutte le persone appartenenti alla famiglia nel primo Lunedì nel mese di agosto, anche coloro che possono essere deceduti nel momento in cui prendono il conto; e, d'altra parte, che essi non devono includervi bambini nati dopo quel giorno."

## Controversie
Le minoranze hanno più probabilità, statisticamente, di essere sottostimate. Ad esempio, l'Ufficio del censimento stima che nel 1970 oltre il sei per cento dei neri sono stati contati, mentre solo circa il due per cento dei bianchi sono stati contati. I democratici spesso sostengono che le tecniche di campionamento moderne debbano essere utilizzate in modo tale che possano essere dedotti i dati più precisi e completi. I repubblicani spesso sono contro tali tecniche di campionamento, dichiarando che la Costituzione degli Stati Uniti richiede un "conteggio vero e proprio" per la ripartizione dei seggi della Camera, e che la nomina politica tenterebbe di manipolare le formule di campionamento.
Gruppi come la Prison Policy Initiative affermano che la pratica del censimento di contare i prigionieri come residenti di carceri, non i loro indirizzi pre-incarcerazione, porta a informazioni fuorvianti sui dati demografici razziali e sui numeri della popolazione.
Nel 2010 Jaime Grant, allora direttore del National Gay and Lesbian Task Force's Policy Institute, pensa all'idea di un adesivo rosa brillante per le persone omosessuali sulla loro busta del censimento che permetteva loro di selezionare una fra queste caselle: "lesbiche, gay, bisessuali, transgender", con il loro gruppo chiamato "queering the census." L'adesivo non era ufficiale ed i risultati non sono stati aggiunti al censimento.
Nel 2015 Laverne Cox chiede che le persone transgender possano essere conteggiate nel censimento.

## Storia
Sono stati fatti dei censimenti prima della ratifica della Costituzione; nei primi anni del XVII secolo, un censimento è stato fatto in Virginia, e le persone sono state contate in quasi tutte le colonie britanniche che sono diventate poi gli Stati Uniti d'America.
Nel corso degli anni, i bisogni e gli interessi del paese sono diventati più complessi. Questo significa che erano necessarie delle statistiche per aiutare le persone a capire cosa stava succedendo ed hanno una base per la pianificazione. Il contenuto del censimento decennale venne modificato di conseguenza. Nel 1810, la prima inchiesta sulla fabbrica, si aggiunge quantità e il valore dei prodotti; nel 1840, sono state aggiunte le indagini sulla pesca; e nel 1850, il censimento include inchieste su temi sociali, come la tassazione, chiese, pauperismo, e criminalità. I censimenti si ampliano anche geograficamente, con nuovi Stati e territori aggiunti all'Unione ed altre aree sotto la sovranità o giurisdizione degli Stati Uniti. C'erano così tante richieste di informazioni di ogni genere nel censimento del 1880, che è stato necessario quasi un intero decennio per pubblicare tutti i risultati. In risposta a questo, il censimento è stato meccanizzato nel 1890, con la macchina tabulatrice prodotta da Herman Hollerith. Ciò ha ridotto il tempo di elaborazione di due anni e mezzo.
Nei primi sei censimenti (1790-1840), vengono registrati solo i nomi dei padroni di casa e una contabilità demografica generale degli altri membri della famiglia. A partire dal 1850, tutti i membri della famiglia sono stati nominati sul censimento. Il primo programma di schiavi è stato completato nel 1850, ed il secondo (ed ultimo) nel 1860. Nei censimenti della fine del XIX secolo vengono inclusi anche i programmi agricoli e industriali per valutare la produttività dell'economia della nazione. Fra il 1850 ed il 1880 vengono aggiunte delle schede sulla morte delle persone, con lo scopo di stimare la durata media della vita e le cause di morte in tutto il paese.
I primi nove censimenti (1790-1870) non sono stati gestiti dal ramo esecutivo, ma dal ramo giudiziario. I distretti di corte federale degli Stati Uniti sono stati assegnati ai marescialli degli Stati Uniti, che hanno assunto degli assistenti per condurre l'enumerazione attuale. Gli enumeratori provenivano, tipicamente, dal villaggio o dal quartiere e spesso conoscevano i residenti. Prima di abilitare l'auto-identificazione sui censimenti, l'Ufficio del censimento ha fatto affidamento sulle persone locali per avere una certa conoscenza dei residenti. La classificazione razziale è stata fatta dagli enumeratori in questi decenni, piuttosto che dai singoli.
| #  | Anno | Data           | Popolazione | Stati aderenti | Note |
| -- | ---- | -------------- | ----------- | -------------- | --- |
| 1  | 1790 | 2 agosto 1790  | 3 929 326   | 13             | |
| 2  | 1800 | 4 agosto 1800  | 5 308 483   | 16             | |
| 3  | 1810 | 6 agosto 1810  | 7 239 881   | 17             | |
| 4  | 1820 | 7 agosto 1820  | 9 638 453   | 23             | |
| 5  | 1830 | 1 giugno 1830  | 12 866 020  | 23             | |
| 6  | 1840 | 1 giugno 1840  | 17 069 453  | 26             | Il censimento ha stimato la popolazione degli Stati Uniti a 17 100 000. I risultati sono stati tabulati da 28 impiegati dell'Ufficio del censimento |
| 7  | 1850 | 1 giugno 1850  | 23 191 876  | 30             | Il censimento del 1850 è stato cruciale, infatti è stato il primo anno in cui l'Ufficio del censimento ha tentato di registrare ogni membro di ogni famiglia, tra cui donne, bambini e schiavi. Di conseguenza, i primi programmi di schiavi sono stati prodotti nel 1850. Prima del 1850, i censimenti avevano registrato solo il nome del capo della famiglia e tabulati gli altri membri della famiglia all'interno di determinati gruppi di età |
| 8  | 1860 | 1 giugno 1860  | 31 443 321  | 33             | I risultati sono stati tabulati da 184 impiegati dell'Ufficio del censimento. Questo è stato il primo censimento in cui ufficialmente sono stati contati gli indiani d'America, ma solo quelli che hanno 'rinunciato alle regole tribali'. La cifra per la nazione era 40.000 |
| 9  | 1870 | 1 giugno 1870  | 39 818 449  | 37             | |
| 10 | 1880 | 1 giugno 1880  | 50 189 209  | 38             | Questo è stato il primo censimento che permette alle donne di essere enumeratori |
| 11 | 1890 | 2 giugno 1890  | 62 947 714  | 42             | Poiché si credeva che la regione di frontiera degli Stati Uniti non esistesse più, il monitoraggio della migrazione verso ovest non è stato tabulato nel censimento del 1890. Questa tendenza ha spinto Frederick Jackson Turner a sviluppare la Tesi della frontiera. Il censimento del 1890 è stato il primo ad essere compilato con le nuove macchine tabulatrici inventate da Herman Hollerith. L'effetto netto dei molti cambiamenti del censimento del 1880 (la popolazione più grande, il numero di dati da raccogliere, l'organico del Ufficio del censimento, il volume di pubblicazioni in programma e l'uso delle tabulazioni elettromeccanici di Hollerith) è stato quello di ridurre il tempo necessario per elaborare pienamente il censimento da otto anni per il censimento del 1880 a sei anni per il censimento del 1890. La popolazione totale, di 62 947 714, è stata annunciata dopo solo sei settimane di trattamento. La reazione del pubblico a questo tabulazione fu di incredulità, infatti era ampiamente diffusa la convinzione che la popolazione fosse di almeno 75 000 000. Questo censimento è notevole anche per il fatto che è uno dei soli tre per i quali i dati originali non sono più disponibili. Quasi tutti i dati sulla popolazione sono stati distrutti a causa di un incendio nel 1921 |

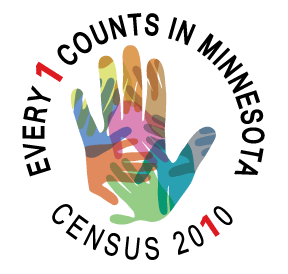
Logo marketing del censimento regionale del 2010 in Minnesota

| 12 | 1900 | 1 giugno 1900  | 76 212 168  | 45             | |
| 13 | 1910 | 15 aprile 1910 | 92 228 496  | 46             | |
| 14 | 1920 | 1 gennaio 1920 | 106 021 537 | 48             | Questo è stato il primo censimento in cui la popolazione censita superò i 100 milioni |
| 15 | 1930 | 1 aprile 1930  | 122 775 046 | 48             | |
| 16 | 1940 | 1 aprile 1940  | 132 164 569 | 48             | |
| 17 | 1950 | 1 aprile 1950  | 150 697 361 | 48             | Questo è il censimento più recente in cui i dati sulle persone sono stati distribuiti al pubblico (grazie alla regola dei 72 anni) |
| 18 | 1960 | 1 aprile 1960  | 179 323 175 | 50             | A causa della regola dei 72 anni, i dati di questo censimento saranno resi pubblici il 1 aprile 2032 |
| 19 | 1970 | 1 aprile 1970  | 203 302 031 | 50             | Questo è stato il primo censimento in cui la popolazione censita è stata di 200 milioni. A causa della regola dei 72 anni, i dati di questo censimento saranno resi pubblici il 1 aprile 2042 |
| 20 | 1980 | 1 aprile 1980  | 226 545 805 | 50             | A causa della regola dei 72 anni, i dati di questo censimento saranno resi pubblici il 1 aprile 2052 |
| 21 | 1990 | 1 aprile 1990  | 248 709 873 | 50             | A causa della regola dei 72 anni, i dati di questo censimento saranno resi pubblici il 1 aprile 2062 |
| 22 | 2000 | 1 aprile 2000  | 281 421 906 | 50             | A causa della regola dei 72 anni, i dati di questo censimento saranno resi pubblici il 1 aprile 2072 |
| 23 | 2010 | 1 aprile 2010  | 308 745 538 | 50             | Per la prima volta dal 1940, il censimento del 2010 è un censimento in forma abbreviata, infatti la lunga forma decennale è stata sostituita dalla American Community Survey. Questo è stato il primo censimento in cui la popolazione censita è stata di 300 milioni. A causa della regola dei 72 anni, i dati di questo censimento saranno resi pubblici il 1 aprile 2082 |
| 24 | 2020 | 1 aprile 2020  | 331 449 281 | 50             | A causa della regola dei 72 anni, i dati di questo censimento saranno resi pubblici il 1 aprile 2092 |

## Riservatezza del dichiarante
Lo scopo principale del censimento è quello di dividere i numeri delle case per la popolazione. Inoltre, i dati raccolti vengono utilizzati in forma aggregata per fini statistici. Le risposte vengono ottenute da individui e stabilimenti solo per consentire la compilazione di tali statistiche generali. La riservatezza di queste risposte è molto importante. Per legge, a nessuno — né agli addetti al censimento né ad alcun altro dipendente dell'Ufficio del censimento — è permesso di rivelare informazioni identificabili su ogni persona, famiglia, od affari. Senza tali protezioni, coloro i quali vivono illegalmente negli Stati Uniti o vengono nascosti da parte del governo sarebbero dissuasi dal presentarsi al censimento.
Per legge (92 Stat. 915, Legge pubblica 95-416, emanata il 5 ottobre 1978), i censimenti individuali sono sigillati per 72 anni, un numero scelto nel 1952 poiché è leggermente superiore all'aspettativa di vita media femminile, ovvero di 71,6 anni. I dati individuali rilasciati più recentemente sono quelli del censimento del 1940, resi pubblici il 2 aprile 2012. I dati aggregati del censimento vengono rilasciati appena disponibili.

### Utilizzi dei dati da parte del FBI

Stemma dell'FBI

Sotto l'amministrazione del presidente Franklin Delano Roosevelt il Federal Bureau of Investigation (FBI), utilizzando principalmente i dati del censimento, compila (1939-1941) il Custodial Detention Index ("CDI") sui cittadini, stranieri nemici, e cittadini stranieri, che potrebbero essere pericolosi. Il secondo War Powers Act del 1941 ha abrogato la protezione giuridica dei dati riservati del censimento, che non è stata ripristinata fino al 1947. In questo modo è stato facilitato l'internamento dei giapponesi, dopo l'attacco giapponese a Pearl Harbor il 7 dicembre 1941, e l'internamento di italiani e tedeschi dopo l'entrata degli Stati Uniti nella seconda guerra mondiale.
Nel 1980, quattro agenti dell'FBI si sono presentati all'Ufficio del censimento di Colorado Springs con un mandato di perquisizione per sequestrare documenti del censimento, ma sono stati costretti a lasciare il luogo senza ottenere alcun dato. Le Corti hanno confermato che nessuna agenzia, tra cui l'FBI, può avere accesso ai dati del censimento.

## Analisi dei dati

Stemma del NARA

I record di censimento e dati specifici per i singoli partecipanti non sono disponibili al pubblico fino a 72 anni dopo che è stato realizzato, ma i dati statistici aggregati provenienti dal censimento vengono rilasciati non appena sono disponibili. Ogni censimento fino al 1940 è attualmente disponibile al pubblico e può essere visualizzato su microfilm rilasciato dal National Archives and Records Administration, il custode ufficiale dei documenti del censimento federale archiviati. Il record completo del censimento on-line è accessibile senza alcun costo da archivi nazionali e molte librerie, e una parte crescente del censimento è liberamente disponibile da fonti online non commerciali.
I censimenti su microdati a fini di ricerca sono disponibili per i censimenti dal 1850 in avanti attraverso l'Integrated Public Use Microdata Series (IPUMS), e le copie digitalizzate di ciascuno dei censimenti decennali sono disponibili on-line su molti siti web. I dati aggregati computerizzati che descrivono le caratteristiche delle piccole aree geografiche per l'intero periodo 1790-2010 sono disponibili presso il National Historical Geographic Information System.

### Regioni e divisioni censuarie

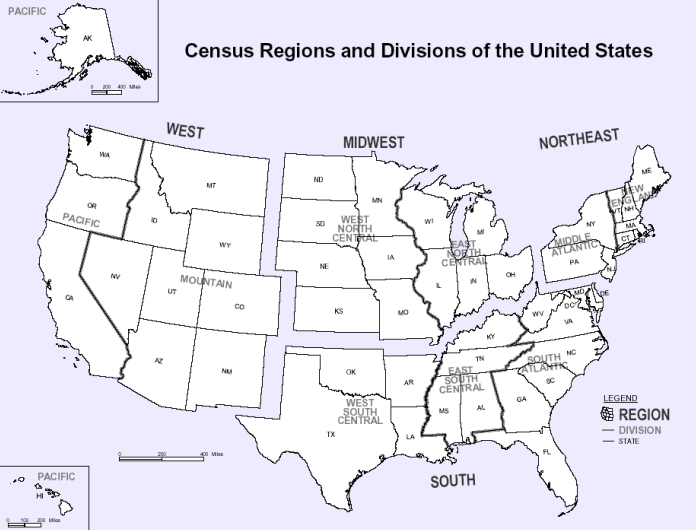
Le quattro regioni censuarie, suddivise in nove divisioni, riconosciute dall'Ufficio del censimento

L'Ufficio del censimento riconosce quattro regioni censuarie all'interno degli Stati Uniti e le organizza ulteriormente in nove divisioni. Queste regioni sono raggruppamenti di stati che suddividono gli Stati Uniti per la presentazione dei dati. Esse non sono raggruppate a causa di eventuali legami geografici, storici o culturali.
| Regione 1: Nord-oriente                                                   | Regione 2: Medio-occidente                                                                 | Regione 3: Sud | Regione 4: West                                                                |
| ------------------------------------------------------------------------- | ------------------------------------------------------------------------------------------ | --- | ------------------------------------------------------------------------------ |
| - Divisione 1: Nuova Inghilterra - Divisione 2: Stati del Medio Atlantico | - Divisione 3: Stati centrali del nord-est - Suddivisione 4: Stati centrali del nord-ovest | - Divisione 5: Stati atlantici del sud - Divisione 6: Stati centrali del sud-est - Divisione 7: Stati centrali del sud-ovest | - Divisione 8: Stati delle Montagne Rocciose - Divisione 9: Stati del Pacifico |

### Riferimenti
1. ↑  Costituzione degli Stati Uniti d'America
2. 1 2  (EN) Decennial Census - History - U.S. Census Bureau, su census.gov. URL consultato il 20 marzo 2016.
3. ↑  (EN) Carol Morello, 2020 Census will be done by Internet, Washington Post, 28 marzo 2013. URL consultato il 20 marzo 2016.
4. ↑  (EN) Annetta Smith e Denise Smith, U.S Census Bureau Census Special Reports Series CENSR/01-2, US GPO, 2001.
5. ↑  (EN) Meng Xiao-Li, Multiple-Imputation Inferences with Uncongenial Sources of Input, in Statistical Science, vol. 9, n. 4, 1994,  pp. 538-558.
6. ↑  (EN) Question and Answer Center, su ask.census.gov, US Census Bureau. URL consultato il 20 marzo 2016 (archiviato dall'url originale il 25 maggio 2017).
7. ↑  (EN) Britta Arendt, Census Day has passed - still time to be counted, Grand Rapids Herald-Review, 3 aprile 2010. URL consultato il 20 marzo 2016.
8. ↑  (EN) Instructions for the 1820 US census, su upperstjohn.com, The Upper St. John River Valley. URL consultato il 20 marzo 2016.
9. ↑  (EN) Michael Teitelbaum e Jay Winter, Why People Fight So Much About the Census, in The Washington Post, 30 agosto 1998. URL consultato il 20 marzo 2016.
10. ↑  (EN) The Problem, su prisonersofthecensus.org, Prisoners of the Census, 26 settembre 2005. URL consultato il 20 marzo 2016.
11. 1 2  (EN) 'Queering the census' movement aims to get single gays counted, su nydailynews.com, NY Daily News. URL consultato il 20 marzo 2016.
12. ↑  (EN) Mic, Laverne Cox Calls for Transgender People to Be Counted Differently in Census Reporting, su mic.com. URL consultato il 20 marzo 2016.
13. ↑  (EN) Martin Campbell-Kelly e William Aspray, Computer a History of the Information Machine - Second Edition, Westview Press, 2004,  pp. 14-19.
14. ↑  (EN) Robert Porter, Henry Gannett e William Hunt, "Progress of the Nation", in "Report on Population of the United States at the Eleventh Census: 1890, Part 1", Bureau of the Census, 1895,  pp. 18-34.
15. ↑  (EN) Report of the Commissioner of Labor In Charge of The Eleventh Census to the Secretary of the Interior for the Fiscal Year Ending June 30, 1895, United States Government Publishing Office, 29 luglio 1895,  p. 9, OCLC 867910652. URL consultato il 20 marzo 2016.

(inglese)
«You may confidently look for the rapid reduction of the force of this office after the 1st of October, and the entire cessation of clerical work during the present calendar year. ... The condition of the work of the Census Division and the condition of the final reports show clearly that the work of the Eleventh Census will be completed at least two years earlier than was the work of the Tenth Census."»

(italiano)
«Si può guardare con fiducia alla rapida riduzione della forza di questo ufficio dopo il 1 ottobre, e l'intera cessazione del lavoro d'ufficio nel corso del presente anno solare. ... La condizione del lavoro della divisione del censimento e la condizione delle relazioni finali mostrano chiaramente che il lavoro dell'undicesimo censimento sarà completato almeno due anni prima di quanto è stato il lavoro del decimo censimento.»
(Carroll D. Wright)
16. ↑  (EN) Population and Area (Historical Censuses) (PDF), su www2.census.gov, United States Census Bureau. URL consultato il 20 marzo 2016.
17. ↑  (EN) Truesdell, Leon E., The Development of Punch Card Tabulation in the Bureau of the Census 1890-1940, US GPO, 1965,  p. 61.
18. ↑  (EN) Austrian, Geoffrey D., Herman Hollerith - Forgotten Giant of Information Processing, 1982,  pp. 85-86.
19. ↑  (EN) What is the purpose of the Census? What is the data used for?, su thisnation.com. URL consultato il 20 marzo 2016.
20. ↑  (EN) The "72-Year Rule", su census.gov, U.S. Census Bureau. URL consultato il 20 marzo 2016.
21. ↑  (EN) The 1940 Census: 72-Year-Old Secrets Revealed, su npr.org. URL consultato il 20 marzo 2016.
22. ↑  (EN) Life expectancy in the USA, 1900-98, su demog.berkeley.edu. URL consultato il 20 marzo 2016 (archiviato dall'url originale il 26 marzo 2016).
23. ↑  (EN) JR Minkel, Confirmed: The U.S. Census Bureau Gave Up Names of Japanese-Americans in WW II, su sciam.com, Scientific American, 30 marzo 2007. URL consultato il 20 marzo 2016.
24. ↑  (EN) Haya El Nasser, Papers show Census role in WWII camps, USA Today, 30 marzo 2007. URL consultato il 20 marzo 2016.
25. ↑  (EN) Mary Boyle, Springs once tested Census' confidentiality, The Gazette (Colorado Springs), 24 marzo 2000. URL consultato il 20 marzo 2016.
26. ↑  (EN) National Archives and Records Administration, How can I search the Census Records?, su archives.gov. URL consultato il 20 marzo 2016 (archiviato dall'url originale il 4 marzo 2016).
27. ↑  (EN) Discover your Ancestors, su pilot.familysearch.org. URL consultato il 20 marzo 2016 (archiviato dall'url originale il 26 dicembre 2008).
28. ↑  (EN) The USGenWeb Free Census Project, su usgwcensus.org. URL consultato il 20 marzo 2016.
29. ↑  (EN) The USGenWeb Census Project, su us-census.org. URL consultato il 20 marzo 2016.